# Shopopop
Shopopop est une application mobile de livraison collaborative développée par l'entreprise Agilinnov'.
L'application permet à des particuliers de livrer les courses d'autres personnes à leur domicile durant leurs trajets quotidiens. Créée en 2016, elle s'inspire des techniques de logistique des dabbawallahs, des livreurs traditionnels indiens.
En 2024, la plateforme revendique depuis sa création 11 millions de livraisons effectuées depuis 6 500 points de vente et réalisées par 110 000 personnes dans 27 000 communes françaises et plusieurs pays européens.
La plateforme fait l'objet de critiques de la part d'utilisateurs, notamment en raison de la faible rémunération, des conditions d'exercice de l'activité et de l'absence de contrat formel et de cadre réglementaire précis.

## Historique
L'application Shopopop est lancée en 2016 par Johan Ricaut et Antoine Cheul dans l'agglomération nantaise par la start-up Agilinnov'.
D'après ses créateurs, l'idée de l'application est issue d'un voyage d'Antoine Cheul à Mumbai (en Inde) entre 2013 et 2015. Il y étudie alors la logistique des dabbawallahs (littéralement « porteurs de boîte »), les livreurs traditionnels indiens de la région dont le système, vieux de 125 ans, est particulièrement efficace et performant bien que n'utilisant pas une quelconque technologie. Ils livrent plus de 200 000 déjeuners artisanaux chaque jour, avant de restituer les boîtes aux foyers cuisiniers en fin de journée.
De retour en France, Antoine Cheul cofonde Shopopop avec Johan Ricaut en 2016 en s'appuyant sur le concept de mobilité partagée et en mettant en relation les livreurs et les consommateurs. L'objectif est de déployer la méthode des dabbawallahs à la livraison de courses, tout en conservant les valeurs d'entraide indiennes.
En 2018, l'entreprise mène deux levées de fonds en février et octobre et récolte 500 000 et 2 millions d'euros respectivement. La plateforme compte alors 30 000 utilisateurs inscrits.
En janvier 2020, elle mène une 3e levée de fonds de 4 millions d'euros afin de s'exporter en Europe,. Elle s'étend plus tard dans l'année à la Belgique, à l'Italie et au Portugal.
L'application gagne en popularité en 2020 lors de la pandémie de Covid-19, durant laquelle les livraisons augmentent de 400 %. Elle réalise alors un chiffre d'affaires de 6 millions d'euros (contre 2 millions en 2019) et double ses effectifs (100 salariés contre 54 en 2019).
En 2021, elle s'exporte en Espagne et se positionne comme le « leader européen de la livraison collaborative à domicile ». Elle mène également une 4e levée de fonds d'un montant de 20 millions d'euros. Elle organise en 2021 plus d'un million de livraisons et compte 300 000 inscrits.
En 2024, la plateforme dispose de 1,5 million d'utilisateurs et de 270 000 livreurs ayant réalisé 4 millions de livraisons. Elle revendique depuis sa création 11 millions de livraisons effectuées depuis 6 500 points de vente réalisées par 110 000 personnes dans 27 000 communes.

## Fonctionnement

### Fonctionnement de l'application
Shopopop est une application visant à assurer la livraison collaborative de courses en ligne (« cotransportage » ou « crowdshipping »). Une fois la liste de courses validée en ligne par un consommateur chez une enseigne, les livreurs de la plateforme — qui sont des particuliers — assurent la livraison lors de leur trajet quotidien. Les livraisons ne sont assurées que localement : l'application ne vise pas les livraisons sur de longues distances.

### Les livreurs
Les livreurs, qui sont des particuliers, sont soumis à une charte de bonne conduite et à un système de notation. En échange de la livraison, ils reçoivent une somme minimale de 5 euros qui peut augmenter selon le volume des courses, l'heure et la distance parcourue,.
La plateforme indique que les livreurs n'ont pas vocation à se salarier : la livraison n'est qu'une activité annexe permettant d'« arrondir ses fins de mois ». Ainsi, le nombre de livraisons mensuelles autorisées est plafonné. En moyenne, chaque livreur réalise 9 livraisons par mois.

### Partenariats
L'application se développe initialement dans le domaine de la grande distribution alimentaire. Elle noue alors des partenariats avec de grandes entreprises comme Coopérative U, Intermarché, E.Leclerc, Carrefour, Casino et Auchan.
Une fois le modèle de l'application validé grâce à ce secteur, celle-ci se développe auprès d'enseignes spécialisées telles que Biocoop, L'Eau vive, Bureau Vallée, Éram, Decathlon, Castorama et Cavavin,.
Les entreprises partenaires bénéficient d'un accès par abonnement à la plateforme. Shopopop ajoute une commission de 20 % au montant de la livraison payée par le particulier. En 2022, l'application compte 2 500 enseignes partenaires.

## Chiffres

### Couverture
En 2024, la plateforme dispose de 1,5 million d'utilisateurs et de 270 000 livreurs ayant réalisé 4 millions de livraisons dans 7 500 commerces partenaires.
Elle est présente dans 27 000 communes françaises (dont 79 % dans des villes de moins de 50 000 habitants), ainsi qu'en Espagne, Italie, Belgique, Portugal et dans les pays du Benelux,.

### Effectif et chiffre d'affaires
L'effectif de Shopopop augmente chaque année, passant de 54 salariés en 2019 et 100 en 2020 à 120 en 2022 et 150 en 2024.
Le chiffre d'affaires passe de 2 millions d'euros en 2019 à 5,9 en 2020 puis à 13,4 millions d'euros en 2021. L'entreprise annonce avoir atteint son seuil de rentabilité en France en 2023.

## Concurrence
Le principal concurrent de Shopopop est l'entreprise Yper, qui est basée sur un fonctionnement similaire.

## Controverses
La plateforme fait l'objet de critiques de la part de certains utilisateurs, notamment en raison d'une rémunération perçue comme insuffisante par rapport au temps passé et aux coûts engagés, ainsi qu'en raison de l'absence actuelle de contrat et de cadre réglementaire clairement défini. Elle est également questionnée par des entreprises de transport traditionnelles, qui évoquent une concurrence qu'elles jugent déloyale,.
Le 14 novembre 2024, Shopopop est condamnée pour la première fois par le conseil des prud'hommes d'Évry à la suite d'une affaire liée à la requalification d'une activité en contrat de travail, impliquant le versement de plusieurs dizaines de milliers d'euros. L'entreprise, qui conteste cette décision, a décidé de faire appel,.